# I Solivar
I Sölivar furono un gruppo musicale di genere beat italiano, attivo principalmente durante gli anni sessanta. Il loro repertorio verteva soprattutto su uno dei ritmi più in voga negli anni sessanta, lo "shake", di moda nel periodo, sconfinando però anche nel "rhythm'n blues" e nel beat melodico.

## Storia

### Le origini
Il gruppo si formò a Turbigo (Milano) nel 1957 grazie a Dario Solivardi, che fin da piccolo mostrava una particolare attitudine e predisposizione per la musica.
Diplomatosi con ottimi voti alla scuola per fisarmonica L.O. Anzaghi di Milano, acquisisce il titolo di Maestro di musica con la possibilità di aprire una sede della stessa scuola a Turbigo. Molti giovani di quegli anni passano per la scuola Anzaghi di Turbigo.
È in questo periodo che matura fortemente la volontà di trascinarsi dietro, in una esperienza lavorativa del tutto nuova per quegli anni, il complesso musicale, anche il fratello Elio, batterista, e il giovane nipote Sandro, cantante. Nel 1957 viene deciso il nome, I Solivar, ispirato dal loro cognome, Solivardi, esibendosi per la prima volta.
Il gruppo inizia a esibirsi a livello regionale, poi nazionale e infine all'estero riproponendo inizialmente, già a partire dalla giornata successiva, tutta la musica presentata al Festival di Sanremo. Le necessità del complesso, obbligano il terzetto ben presto a trasformarsi in un quartetto, arruolando in modo definitivo il chitarrista Franco Segalini. Arriva una certa popolarità che li porta a comparire in televisione in alcune trasmissioni con Pippo Baudo, Enzo Tortora, Luciano Fineschi; la Settimana INCOM (il telegiornale trasmesso in tutti i cinema italiani dall'Istituto "Luce" prima della proiezione dei film nelle sale cinematografiche), annuncia il loro tour in giro per il mondo. Conobbero poi il maestro Giovanni D'Anzi.
Durante la tournée nei paesi nordici accompagnano il contante norvegese Ray Adams, all'epoca famoso per la sua interpretazione del brano "Violetta".

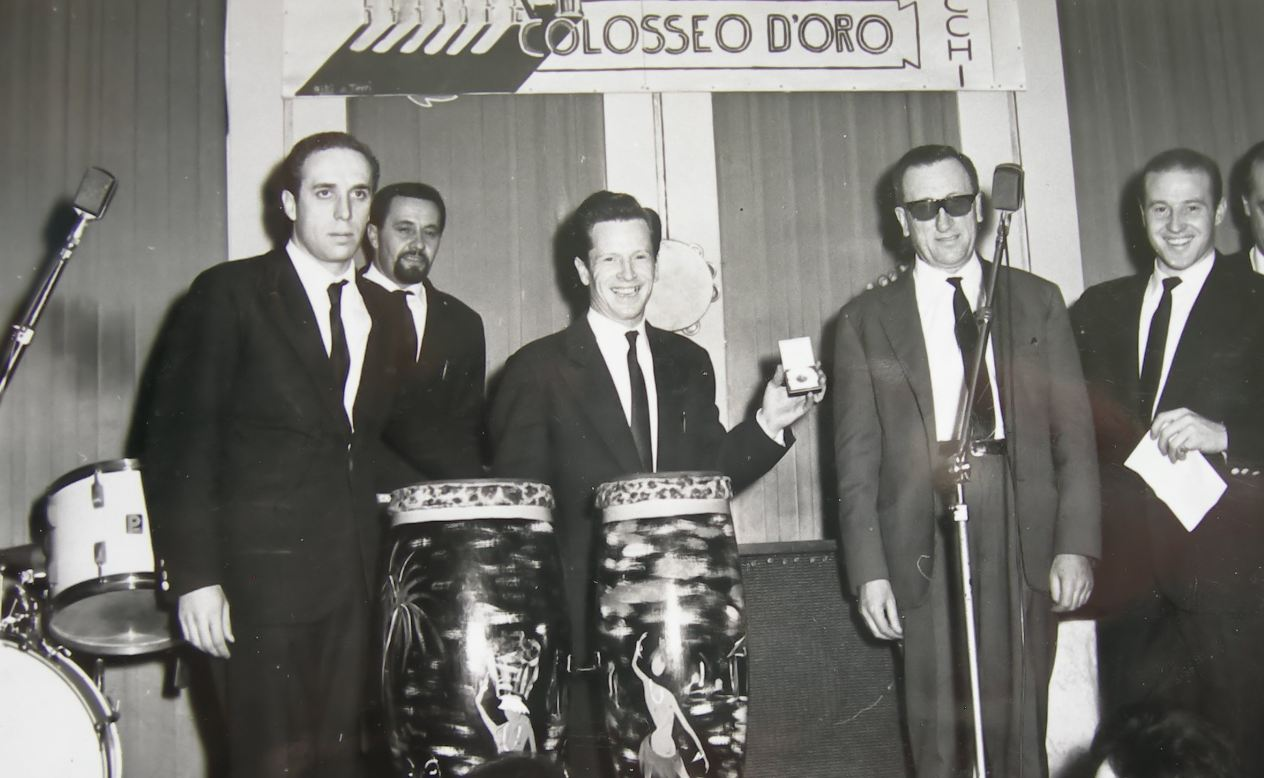
"i SOLIVAR" e Paolo Gatti, premiati al "Dancing Colosseo" di Milano nel 1965

Localmente si esibiscono con successo nell locale "DAS" di Turbigo e al "Dancing Colosseo" di Milano, molto in voga negli anni sessanta e che diventa il loro principale locale di esibizione dove per anni si esibiscono quasi ogni giorno.
Attirano l'attenzione del giornalista Enzo Biagi che nel suo reportage del 1965, "Milano una notte", mette in luce come in un locale milanese esisteva un complesso che permetteva a perfetti sconosciuti di esibirsi.
Durante gli anni sessanta si esibirono anche nelle crociere nel Mediterraneo e nell'Atlantico come sulla nave "Stella Oceanis".

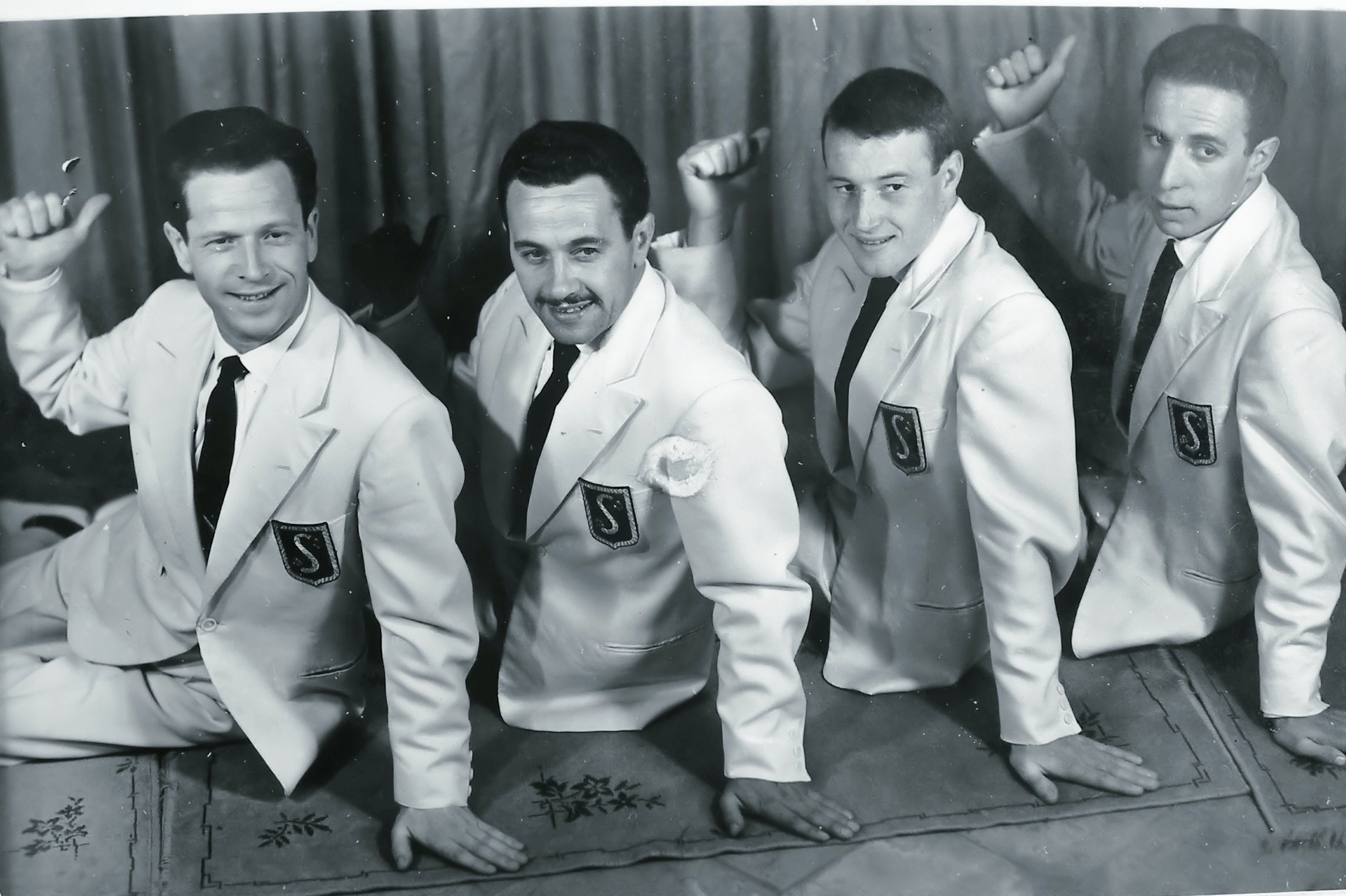
"i SOLIVAR", da sinistra a destra: Dario Solivardi, Aurelio Solivardi, Alessandro Facheris, Franco Segalini

### L'esordio discografico
Il sodalizio artistico con Paolo Gatti apre al complesso le porte delle sale di incisione City, Sonograf e Metropol. Il quartetto inizia ad accompagnare vari cantanti per l'Italia e per l'Europa. Iniziano a incidere dei dischi che circolano in tutti i jukebox della Penisola. Nel 1967 esce il loro singolo più famoso con i brani "Statue di sale" (Shake di G. Dell'Orto-Friggeri-Gatti) e "Passi" (R&B di G. Dell'Orto-G. Colombo-Gatti).

### Lo scioglimento e la riformazione
Nel 1970 la scelta di sciogliersi viene presa sempre dal loro fondatore, Dario Solivardi. Per tutti sarà un prosieguo di lavoro, con impieghi normali, chi impiegato e chi operaio, nell'ambito di una tranquilla vita famigliare.
All'inizio degli anni ottanta, animato dalla forte volontà dei nipoti, Dario Solivardi acconsente alla nascita di una grande orchestra, "I Solivar 80" che riscuoterà un discreto successo, lavorando proficuamente per altri dieci anni a livello regionale.

## Discografia
Singoli
- 1962: È ritornato l'amore/Non sei Tu (City, C 6139; Katia Mare e i SOLIVAR)
- 1962: Rosina twist/Senti Amor (City, ; Penny e i SOLIVAR)
- 1962: C'è qualcosa in te/Ce l'hai con me (City, C 6100; Sobrino e i SOLIVAR)
- 1965: Eppur verrà/Le gamin s'Italie (Sonograf, 0101; Gianni Lion e i SOLIVAR)
- 1965: Non hai capito niente/Io che dicevo (Sonograf, 0104; Paola Turcini/Franco Scorza e i SOLIVAR)
- 1965: Quando i coralli salgono al cielo/L'ho conosciuto ad Alassio (Melody, 958-45; Paola Guidotti e i SOLIVAR)
- 1965: Paga la multa e taci/Dimmi con chi vai (City, C 6138; Miro Aldi & i SOLIVAR)
- 1965: Come il Sole di Settembre (City, C 6125; Mariuccia Bollo, Paolo Gatti & i SOLIVAR)
- 1967: Statue di sale/Passi (Metropol, MRC 7027; i SOLIVAR)

## Formazione
- Dario Solivardi, tastiere
- Alessandro Facheris, voce, basso
- Aurelio Solivardi, batteria
- Franco Segalini, voce, chitarra